# Rivière Bulstrode
Rivière Bulstrode är ett vattendrag i Kanada.   Det ligger i provinsen Québec, i den sydöstra delen av landet, 270 km öster om huvudstaden Ottawa.
Omgivningarna runt Rivière Bulstrode är en mosaik av jordbruksmark och naturlig växtlighet. Runt Rivière Bulstrode är det mycket glesbefolkat, med 7 invånare per kvadratkilometer.